# Hogwash
Hogwash est un groupe de punk rock français, originaire de Paris. Il se compose de Rafik au chant et à la guitare, Skud au chant et à la guitare, Victor à la basse et aux chœurs et Djej à la batterie. Leurs influences vont de Propagandhi à Green Day, en passant par Burning Heads, NOFX, et No Use for a Name. Le groupe compte plusieurs tournées en France et en Europe, ainsi qu'au Japon, en Russie, et au Canada.
Hogwash joue un punk mélodique, rapide et mélancolique caractérisé par deux chanteurs leads qui se passent le relais et des chœurs à 3 quasi-omniprésents[réf. nécessaire].

## Biographie
En 2002, le groupe se lance dans des concerts locaux, et perd son bassiste. En 2003, ils enregistrent et publient leur premier EP cinq titres intitulé Insert Title Here, joués dans différents concerts à Paris et commencent à explorer le reste de la France. En 2004, ils tournent en France, en Belgique et en Suisse avec M*Sixteen.
En 2005, ils publient leur premier album studio, Old's Cool, New's Cool, et tournent en France et en Espagne. En 2006, ils tournent en France avec Hateful Monday, aux côtés de No Use for a Name et The Lawrence Arms à Paris, puis jouent au Royaume-Uni avec Captain Everything!. En 2007, ils jouent en soutien à Much the Same au Royaume-Uni, en Belgique et à Paris, puis reviennent au Royaume-Uni jouer avec Mike TV (ex-Pickled Dick) participant notamment au Rebellion Festival de Blackpool. En 2008, leur chanson, Aftershow at Lil Jon's, qui dure trente secondes, est incluse dans la compilation 30 Seconds to Impact de Punktastic. Puis ils jouent avec A Wilhelm Scream, Sick of It All et Millencolin en début d'année. En novembre, Hogwash effectue sa première tournée japonaise. En avril 2009, après avoir tourné en Russie pour la première fois, le groupe prépare un deuxième album studio. 
En 2010, le groupe reprend des chansons telles que Save Me de Queen. Cette même année, en juin, le groupe publie son troisième album studio, Sticker Paralysis, au label Bells on Records. Le 3 février 2012, Hogwash joue de nouveau avec No Name for All, et Still Kidz au Grand Wazoo d'Amiens. En juin 2014 sort leur nouvel album studio, Rainmaker, aux labels Disconnect Disconnect Records, Chanmax Records, Bells on Records, et Diskrete Music,. À la fin de l'année, ils se présentent à La Bellevilloise avec The Decline!, Berri Txarrak et Valley. Ils jouent de nouveau avec Berri Txarrak, cette fois à l'iBoat de Bordeaux.
Un clip de la chanson Cutting Circles, issue de Rainmaker, est publié en avril 2015. Le 16 février 2016, le groupe ouvre au Divan du Monde, aux côtés de Millencolin et Templeton Pek.

## Membres
- Florian - chant, guitare
- Rafik - chant, guitare
- Victor - chant, basse
- Jeremy - batterie

## Discographie

### Albums studio
- 2005 : Old's Cool New's Cool (Diskrete Music / Bells on Records)
- 2010 : Sticker Paralysis (Bells on Records)
- 2014 : Rainmaker

### EP
- 2003 : Insert Title Here (STS / Bells on Records)